# Mikołaj Westphal
Mikołaj Westphal (ur. ?, zm. ?) – duchowny rzymskokatolicki, biskup-elekt kamieński.

## Biografia
W 1483 został wybrany biskupem kamieńskim. Nie objął jednak diecezji, ani nie przyjął sakry biskupiej.